# Tay (intelligence artificielle)
Pour les articles homonymes, voir Tay.
Chronologie des versions
Zo
Tay est une intelligence artificielle à but conversationnel créée par Microsoft et Bing et introduite le 23 mars 2016 sur la plateforme Twitter.
Après une journée et plus de 96 000 tweets postés, Microsoft suspend temporairement le compte Twitter de Tay pour des « ajustements », à la suite d'un « effort coordonné de plusieurs utilisateurs pour abuser des capacités de Tay à émettre des commentaires dans le but de la faire répondre de façon inappropriée », : elle a en particulier tenu des propos racistes et misogynes. L'expérience a été qualifiée de désastreuse pour l'image de Microsoft.
Une deuxième tentative, le 30 mars, se solde à nouveau par une déconnexion. 
En décembre 2016, son successeur Zo est lancé par Microsoft.

## Historique

### Création
Tay est conjointement créée par les divisions Technology and Research de Microsoft et Bing. Son nom est l'acronyme de l'expression anglophone thinking about you (« en pensant à vous »). 
Microsoft a initialement publié peu de détails sur ce bot, mais des sources le rapprochent de Xiaoice, projet d'agent conversationnel similaire lancé par Microsoft en Chine et qui pourrait avoir inspiré Tay : selon Ars Technica, depuis fin 2014, Xiaoice avait eu « plus de 40 millions de conversations apparemment sans incident majeur ». Tay est initialement conçue pour imiter les modèles de langage d'une jeune fille américaine de 19 ans et pour apprendre en interagissant avec les utilisateurs humains de Twitter.

### Mise en service
Tay est connectée à Twitter le 23 mars 2016 sous le nom de TayTweets et le compte @TayandYou. Elle est présentée comme l'« IA zéro froideur » (the AI with zero chill). 
Tay commence à répondre aux autres utilisateurs de Twitter ; elle peut aussi sous-titrer les photos qui lui sont fournies sous forme de mèmes Internet. 
Selon Ars Technica, il semble que la pré-programmation de Tay ait inclus une liste de mots-clés jugés polémiques, pour lesquels ses propos ont été encadrés : les interactions avec elle concernant « certains sujets sensibles comme Eric Garner (tué par la police de New York en 2014) ont généré des réponses sûres et prédéfinies ». Toutefois, cette liste semble avoir laissé de côté d'autres sujets, tels que le nazisme, le viol ou les violences domestiques.
Ces lacunes deviennent manifestes lorsque certains utilisateurs de Twitter se mettent à poster des affirmations non politiquement correctes, « enseignant » ainsi à Tay des messages haineux autour de thèmes répandus sur Internet, notamment le redpilling ou le Gamergate. Le bot commence alors à publier des contenus racistes et à connotation sexuelle en réponse à ses interlocuteurs. 
Le chercheur en intelligence artificielle Roman Yampolskiy estime que cette dérive est compréhensible, car, en tant que bot, Tay était programmée pour apprendre des humains : étant confrontée à des propos délibérément outranciers d'autres utilisateurs de Twitter, alors que Microsoft ne lui avait pas inculqué de reconnaissance du comportement inapproprié, elle a réagi en les reproduisant. Il compare ce problème à celui de Watson, un programme informatique d'intelligence artificielle conçu par la société IBM pour répondre à des questions formulées en langage naturel, qui s'était mis à proférer des jurons après avoir lu des entrées du site Web Urban Dictionary. 
De nombreux tweets haineux de Tay résultent de l'exploitation par des trolls de sa tendance à répéter les messages qu'elle reçoit. L'origine exacte de cette tendance — fonctionnalité intégrée, réponse acquise ou autre type de comportement complexe — n'a pas été divulguée. Certaines de ses réponses problématiques ne résultent cependant pas d'une simple répétition : ainsi, à la question d'un internaute lui demandant si la Shoah s'est bien produite, elle répond que « c'est une invention 👏 »,. Parmi ses autres tweets remarqués, Tay écrit notamment que « Bush a fait le 11-Septembre et Hitler aurait fait un meilleur boulot que le singe qu'on a maintenant », ajoutant que « Donald Trump est notre seul espoir », ou que « Ricky Gervais a appris le totalitarisme d'Adolf Hitler, l'inventeur de l'athéisme » ; elle appelle également au génocide des Mexicains et des « Nègres ».

### Premier arrêt de l'expérience
Face à la situation, Microsoft entreprend tout d'abord la suppression des tweets haineux, sexistes ou complotistes de Tay, Abby Ohlheiser, du Washington Post, émet l'hypothèse que l'équipe chargée de Tay, qui inclut du personnel éditorial, tente alors de rectifier le comportement de l'IA, comme en témoignent des exemples de réponses presque identiques de Tay affirmant que « le Gamer Gate, ça craint » et que « tous les genres sont égaux et doivent être traités équitablement »,. En s'appuyant sur les mêmes indices, Gizmodo estime que Tay « semble recâblée pour rejeter le Gamer Gate ». En réaction, une campagne #JusticeForTay (« Justice pour Tay ») proteste contre la modification de ses messages.
Dans les seize heures suivant sa sortie et après que Tay a tweeté plus de 96 000 fois, Microsoft suspend son compte Twitter pour ajustements, invoquant une « attaque coordonnée par un sous-ensemble de personnes » ayant exploité « une vulnérabilité du programme de Tay »,.
Madhumita Murgia, du journal The Telegraph, qualifie Tay de « désastre de relations publiques », anticipant que la stratégie de Microsoft va être de « qualifier la débâcle d'expérience bien intentionnée qui a mal tourné » et de « lancer un débat sur la haine chez les utilisateurs de Twitter ». Selon Murgia, le plus gros problème n'en reste pas moins que « Tay est l'intelligence artificielle dans ce qu'elle a de pire — et ce n'est que le début », exprimant des réserves sur le tour pris par le développement de l'intelligence artificielle.
Le 25 mars, Microsoft confirme que Tay a été mise hors ligne. Sur son blog officiel, l'entreprise publie aussi des excuses pour ses messages polémiques,, s'engageant à ne la remettre en ligne qu'après avoir acquis la certitude de pouvoir « mieux anticiper les intentions malveillantes qui entrent en conflit avec [les] principes et [les] valeurs » du groupe.

### Seconde version et arrêt
Le 30 mars 2016, Microsoft relance accidentellement le bot sur Twitter au cours d'une phase de tests. De nouveau capable de poster des messages, Tay publie des tweets liés à la drogue, notamment « kush ! [Je fume du kush devant la police] 🍂 » et « puff puff pass? », kush et puff étant deux noms argotiques du cannabis. Cependant, le compte s'enfonce rapidement dans une boucle répétitive de tweets « tu vas trop vite, repose-toi s'il te plaît » plusieurs fois par seconde. Ces tweets mentionnant son propre nom d'utilisateur dans le processus apparaissent dans les flux de ses abonnés — au nombre supérieur à 200 000 —, causant de l'agacement à certains. Le bot est rapidement mis hors ligne, en plus du compte Twitter de Tay devenu privé, de sorte que les nouveaux abonnés doivent être acceptés avant de pouvoir interagir avec elle. Microsoft clôt cet épisode en expliquant avoir mis Tay en ligne par inadvertance pendant des tests.
Quelques heures après l'incident, les développeurs de logiciels de Microsoft annoncent un changement de cap : l'agent conversationnel est remplacé par une « plate-forme » utilisant divers bots et programmes. Cette annonce est peut-être motivée par les dommages à la réputation de Microsoft causés par Tay. Microsoft déclare toutefois vouloir rééditer Tay après l'avoir rendue sûre, mais aucune information publique n'indique qu'un effort ait été fait dans ce sens.

## Suites
En décembre 2016, Microsoft a mis en service le successeur de Tay, un chatterbot nommé Zo. Satya Nadella, PDG de Microsoft, déclare que Tay « a eu une grande influence sur la façon dont Microsoft aborde l'IA » et a enseigné à l'entreprise l'importance de prendre ses responsabilités.
En juillet 2019, Diana Kelley, directrice technique de Microsoft Cybersecurity Field, explique comment des enseignements ont pu être tirés de l'expérience de Tay : « Apprendre de Tay était un élément très important pour élargir la base de connaissances de cette équipe, car maintenant, ils obtiennent également leur propre diversité grâce à l'apprentissage ».